# Ekeby socken, Gotland
Ekeby socken ingick i Gotlands norra härad, ingår sedan 1971 i Gotlands kommun och motsvarar från 2016 Ekeby distrikt.
Socknens areal är 16,77 kvadratkilometer allt land. År 2020 fanns här 299 invånare. Sockenkyrkan Ekeby kyrka ligger i socknen. 

## Administrativ historik
Ekeby socken har medeltida ursprung. Socknen tillhörde Endre ting som i sin tur ingick i Bro setting i Nordertredingen.
Vid kommunreformen 1862 övergick socknens ansvar för de kyrkliga frågorna till Ekeby församling och för de borgerliga frågorna bildades Ekeby landskommun. Landskommunen inkorporerades 1952 i Dalhems landskommun och ingår sedan 1971 i Gotlands kommun. Församlingen uppgick 2006 i Dalhems församling.
1 januari 2016 inrättades distriktet Ekeby, med samma omfattning som församlingen hade 1999/2000.  
Socknen har tillhört samma fögderier och domsagor som Gotlands norra härad. De indelta båtsmännen tillhörde Gotlands första båtsmanskompani.

## Geografi
Ekeby socken ligger i Gotlands norra inland. Socknen är öppen slättbygd med skog i väster.

### Gårdsnamn
Annexen, Ardags, Godrings, Hägelsarve, Kvie, Lindarve, Mangsarve, Medebys, Röstäde Lilla, Röstäde Stora, Sande, Smide, Stenstugårds, Öjars, Österby.

### Ortnamn
Enängen, Lindströms Torp, Malmen.

## Fornlämningar
Kända från socknen är  gravfält, stensträngar, skeppssättningar, och stenar med sliprännor från järnåldern.

## Namnet
Namnet (1304 Ekiby) kommer från en gård, är sammansatt av eke, 'ekdunge' och by, 'gård; by'.

## Befolkningsutveckling
| Befolkningsutvecklingen i Ekeby socken, Gotland 1750–2020 | Befolkningsutvecklingen i Ekeby socken, Gotland 1750–2020 | Befolkningsutvecklingen i Ekeby socken, Gotland 1750–2020 | Befolkningsutvecklingen i Ekeby socken, Gotland 1750–2020 | Befolkningsutvecklingen i Ekeby socken, Gotland 1750–2020 |
| --- | --------------------------------------------------------- | --------------------------------------------------------- | --------------------------------------------------------- | --------------------------------------------------------- |
| |                                                           |                                                           |                                                           |                                                           |
| År |                                                           |                                                           | Folkmängd                                                 |                                                           |
| 1750 | 1750                                                      |                                                           | 140                                                       |                                                           |
| 1760 | 1760                                                      |                                                           | 168                                                       |                                                           |
| 1769 | 1769                                                      |                                                           | 171                                                       |                                                           |
| 1780 | 1780                                                      |                                                           | 195                                                       |                                                           |
| 1790 | 1790                                                      |                                                           | 218                                                       |                                                           |
| 1800 | 1800                                                      |                                                           | 213                                                       |                                                           |
| 1810 | 1810                                                      |                                                           | 200                                                       |                                                           |
| 1820 | 1820                                                      |                                                           | 221                                                       |                                                           |
| 1830 | 1830                                                      |                                                           | 229                                                       |                                                           |
| 1840 | 1840                                                      |                                                           | 247                                                       |                                                           |
| 1850 | 1850                                                      |                                                           | 231                                                       |                                                           |
| 1860 | 1860                                                      |                                                           | 249                                                       |                                                           |
| 1870 | 1870                                                      |                                                           | 287                                                       |                                                           |
| 1880 | 1880                                                      |                                                           | 284                                                       |                                                           |
| 1890 | 1890                                                      |                                                           | 268                                                       |                                                           |
| 1900 | 1900                                                      |                                                           | 321                                                       |                                                           |
| 1910 | 1910                                                      |                                                           | 353                                                       |                                                           |
| 1920 | 1920                                                      |                                                           | 337                                                       |                                                           |
| 1930 | 1930                                                      |                                                           | 331                                                       |                                                           |
| 1940 | 1940                                                      |                                                           | 313                                                       |                                                           |
| 1950 | 1950                                                      |                                                           | 287                                                       |                                                           |
| 1960 | 1960                                                      |                                                           | 243                                                       |                                                           |
| 1970 | 1970                                                      |                                                           | 205                                                       |                                                           |
| 1980 | 1980                                                      |                                                           | 265                                                       |                                                           |
| 1990 | 1990                                                      |                                                           | 287                                                       |                                                           |
| 2000 | 2000                                                      |                                                           | 290                                                       |                                                           |
| 2010 | 2010                                                      |                                                           | 286                                                       |                                                           |
| 2020 | 2020                                                      |                                                           | 299                                                       |                                                           |
| Anm: Källor: Umeå universitet - Tabellverket 1749-1859, Demografiska databasen, CEDAR, Umeå universitet, Befolkningsutvecklingen i Gotlands socknar 2000 - 2010, Folkmängden per distrikt, landskap, landsdel eller riket efter kön. År 2015 - 2022. |                                                           |                                                           |                                                           |                                                           |

### Fotnoter
1. 1 2  Svensk Uppslagsbok andra upplagan 1947–1955: Ekeby socken
2. ↑  ”Folkmängden per distrikt, landskap, landsdel eller riket efter kön. År 2015 - 2022”. Statistikdatabasen. Statistiska centralbyrån. http://www.statistikdatabasen.scb.se/pxweb/sv/ssd/START__BE__BE0101__BE0101A/FolkmangdDistrikt/. Läst 23 april 2023.
3. ↑  Harlén, Hans; Harlén Eivy (2003). Sverige från A till Ö: geografisk-historisk uppslagsbok. Stockholm: Kommentus. Libris 9337075. ISBN 91-7345-139-8
4. ↑  ”Församlingar”. Statistiska centralbyrån. https://www.scb.se/hitta-statistik/regional-statistik-och-kartor/regionala-indelningar/forsamlingar/. Läst 30 december 2022.
5. ↑  Administrativ historik för Ekeby socken (Klicka på församlingsposten). Källa: Nationella arkivdatabasen, Riksarkivet.
6. ↑  Om Gotlands båtsmanskompani
7. 1 2  Sjögren, Otto (1931). Sverige geografisk beskrivning del 2 Östergötlands, Jönköpings, Kronobergs, Kalmar och Gotlands län. Stockholm: Wahlström & Widstrand. Libris 9939
8. 1 2  Nationalencyklopedin
9. ↑  Förteckning över slipskåror
10. ↑  Fornlämningar, Statens historiska museum: Ekeby socken, Gotland
11. ↑  Fornminnesregistret, Riksantikvarieämbetet: Ekeby socken, Gotland Fornminnen i socknen erhålls på kartan genom att skriva in sockennamn (utan "socken") i "Ange geografiskt område"
12. ↑  Mats Wahlberg, red (2003). Svenskt ortnamnslexikon. Uppsala: Institutet för språk och folkminnen. Libris 8998039. ISBN 91-7229-020-X. https://isof.diva-portal.org/smash/get/diva2:1175717/FULLTEXT02.pdf